# Jacob van der Lely van Oudewater
Jhr. mr. Jacob van der Lely van Oudewater (Delft, 17 februari 1769 - aldaar, 10 december 1825) was een Nederlandse bestuurder en eerste secretaris van de Hoge Raad van Adel.

## Biografie
Van der Lely was lid van de familie Van der Lely van Oudewater en een zoon van de bestuurder mr. Adriaan van der Lely (1721-1804) en Maria van Groenevelt (1727-1783). Hij trouwde in 1791 met Maria Magdalena van Beresteyn (1774-1793), lid van de familie Van Beresteyn, trouwde in 1793 met Maria Aylmer ten Cate (1777-1798) en in 1799 met Johanna Elisabeth Egter (1774-1809), lid van de familie Egter. Uit het tweede huwelijk werden drie dochters en een zoon geboren die alle overleden voor de adelsverheffing van 1815; uit het derde huwelijk werden zeven kinderen geboren waarvan twee zoons voor de adelsverheffing van 1815 overleden. Bij Koninklijk Besluit van 21 augustus 1815 werd hij verheven in de Nederlandse adel en verkregen hij en zijn nageslacht het adelspredicaat jonkheer/jonkvrouw. Met een dochter stierf het adellijke geslacht in 1885 uit.
Van der Lely promoveerde in de rechten in Leiden in 1788. In datzelfde jaar werd hij commissaris van huwelijkse zaken te Delft. Hij bekleedde in zijn geboortestad verder de functies van veertigraad (1794-1795), adjunct ter dagvaart (1795), lid van de vroedschap (1808) en lid van de municipaliteit (1811 en 1813). Vanaf 1814 was hij lid van de heraldieke commissie en vanaf de oprichting van de Hoge Raad van Adel was hij heraut van wapenen en secretaris van dat orgaan; in 1815 werd hij opgevolgd als secretaris.
Na zijn overlijden werd zijn bibliotheek op 22 maart 1826 geveild te Delft.